# Domenico Schiattarella
Domenico Luca Schiattarella, detto Mimmo (Milano, 17 novembre 1967), è un pilota automobilistico italiano.

## Carriera

### La trafila nelle Formule minori
Dopo aver esordito nei kart all'età di sedici anni, debuttò nelle competizioni automobilistiche con monoposto nel 1985 nel campionato italiano di Formula 4, giungendo 3º. L'anno successivo il pilota italiano ritentò l'impresa vincendo.
Passato per il 1987 al campionato italiano di Formula 2000 lo vinse al primo tentativo.
Visti i buoni risultati ottenuti, nel 1988 Schiattarella decise di passare alla Formula 3, con prestazioni in costante crescita, e vi restò fino al 1991, ottenendo come miglior risultato un secondo posto in classifica piloti proprio nel suo ultimo anno. Nell'occasione lottò per il titolo fino all'ultima gara, dove venne squalificato in seguito a un contatto con Giambattista Busi, che vinse poi il campionato.
Nel 1992 il pilota italiano passò alla F3 sudamericana e l'anno successivo in Formula Atlantic, dove conquistò il titolo "Rookie of The Year", assegnato al miglior esordiente.

### Formula 1

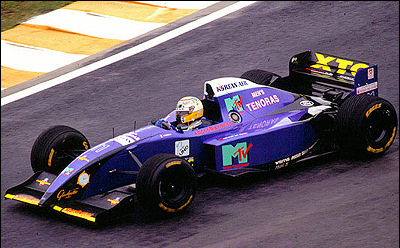
Schiattarella alla guida della Simtek S951

Dopo alcune partecipazioni al campionato CART negli Stati Uniti, in cui non ottenne punti, ebbe modo di esordire in Formula 1 nel 1994, al Gran Premio d'Europa, nella terzultima gara, all'età di 27 anni con il team Simtek. Schiattarella fu autore di una gara regolare e chiuse al diciannovesimo posto, ultimo tra i piloti che riuscirono a chiudere la gara. Corse anche in Australia e venne confermato per la stagione seguente.
Il 1995 fu il suo ultimo anno in Formula 1. Il miglior piazzamento ottenuto fu il 9º posto al Gran Premio d'Argentina del 1995, ma la Simtek si trovava in gravi difficoltà finanziarie un debito di circa 10 milioni di dollari. La squadra decise così di ritirarsi dopo il Gran Premio di Monaco, lasciando così i suoi piloti senza un volante. Anni dopo, in un'intervista, Schiattarella dichiarò che avrebbe dovuto svolgere un test per la Tyrrell, che però non ebbe seguito. In tutto corse 7 Gran Premi nella massima serie, ma senza mai giungere a punti.

### Dopo la Formula 1
Terminata l'esperienza in Formula 1, Schiattarella tornò negli Stati Uniti in cui corse le ultime due gare del campionato CART, pur senza cogliere punti. Nel 1996 partecipò al campionato IMSA e si impose nella 6 Ore di Vallelunga.
Nel 1997 il pilota italiano prese invece parte al campionato FIA GT guidando una Lotus Elise GT1 in coppia con Luca Badoer, ma i due non riuscirono a ottenere risultati rilevanti.
L'anno seguente contò una partecipazione in Formula CART, in sostituzione di Roberto Moreno, conclusasi però con un ritiro. Senza altri fondi per continuare la stagione, la squadra si ritirò dopo l'unica gara di Long Beach.
Passato nel 1999 al campionato ALMS, venne messo sotto contratto dal team Rafanelli come secondo pilota nell'equipaggio con Eric van de Poele. I due furono autori di una vittoria in rimonta al Road Atlanta, che rilanciò le quotazioni di Schiattarella, e a fine stagione fu 19º in classifica generale. Nello stesso anno prese parte alla 24 Ore di Le Mans con Alex Caffi e Andrea Montermini: l'equipaggio terminò in 6ª posizione.
Per il 2000 Schiattarella si impegnò nel campionato Grand-Am, ottenendo buoni risultati e concludendo il campionato al 4º posto, e continuò a gareggiare per Rafanelli nell'ALMS. Partecipò inoltre nuovamente alla 24 Ore di Le Mans, ma fu costretto al ritiro.
Nel 2001 il pilota italiano giunse poi 16º nel campionato FIA GT a pari merito con Günther Blieninger e Emanuele Naspetti.
Nel 2002 tornò nel campionato ALMS, disputando gare nella classe GTS e concludendo al nono posto. Rimasto anche l'anno successivo nella GTS concluse decimo. A fine 2003 il milanese decise di abbandonare le corse automobilistiche, salvo tornare nel 2007 e prendere parte al campionato italiano GT, classe GT2, concludendo 30º. Nel 2008 conquistò il titolo del campionato asiatico GT.
Nel 2013 tornò nuovamente al volante, questa volta nella Superstars Series, chiudendo la stagione in 17ª posizione. Confermò infine il suo impegno anche per la stagione 2014.
Terminata la carriera di pilota, ha svolto il ruolo di team principal della squadra One Star Racing e ha gestito un proprio team di Formula 4.

## Risultati Formula 1
| 1994 | Scuderia | Vettura     |  |  |  |  |  |  |  |  |  |  |  |  |  |    |  |     |  | Punti | Pos. |
| ---- | -------- | ----------- |  |  |  |  |  |  |  |  |  |  |  |  |  | -- |  | --- |  | ----- | ---- |
| 1994 | Simtek   | Simtek S941 |  |  |  |  |  |  |  |  |  |  |  |  |  | 19 |  | Rit |  | 0     |      |

| 1995 | Scuderia | Vettura     |     |   |     |    |    |  |  |  |  |  |  |  |  |  |  |  |  | Punti | Pos. |
| ---- | -------- | ----------- | --- | - | --- | -- | -- |  |  |  |  |  |  |  |  |  |  |  |  | ----- | ---- |
| 1995 | Simtek   | Simtek S951 | Rit | 9 | Rit | 15 | NP |  |  |  |  |  |  |  |  |  |  |  |  | 0     |      |

| Legenda | 1º posto     | 2º posto | 3º posto    | A punti         | Senza punti/Non class.  | Grassetto – Pole position Corsivo – Giro più veloce |
| Legenda | Squalificato | Ritirato | Non partito | Non qualificato | Solo prove/Terzo pilota | Grassetto – Pole position Corsivo – Giro più veloce |